# Roads to Judah
Roads to Judah  es el primer álbum de estudio y álbum debut de la banda estadounidense de post-black metal Deafheaven. Lanzado en principios del año 2011.
El álbum se consideró un éxito pero únicamente en un legado de culto, es considerado uno de los álbumes que dieron a la escena en el continente americano y en Estados Unidos del subgénero del metal llamado blackgaze.
El título del álbum le hace referencia a una línea del tren ligero llamado "N Judah" localizado en San Francisco, California, que es considerada una de las más utilizadas y transitadas de la ciudad.

## Sonido
El sonido del álbum se le considera en su totalidad blackgaze, pero es igual considerado de distintos estilos que los seguidores de culto han hecho en el álbum del grupo, como screamo, black metal, punk rock, post-hardcore, post-rock, post-metal y rock experimental.

## Lista de canciones
Todas las canciones escritas y compuestas por Deafheaven. 
| Roads to Judah |                   |          |  |
| N.º            | Título            | Duración |  |
| 1.             | «Violet»          | 12:19    |  |
| 2.             | «Language Games»  | 06:46    |  |
| 3.             | «Unrequited»      | 09:31    |  |
| 4.             | «Tunnel of Trees» | 09:45    |  |
| 38:21          |                   |          |  |

## Personal
Todas las letras y composiciones fueron realizados por todos los miembros del grupo.
- George Clarke - vocal
- Nick Bassett - guitarra
- Kerry McCoy - guitarra
- Derek Prine - bajo
- Trevor Deschryver - batería

### Personal adicional
- Jack Shirley - producción, ingeniero de sonido, mezclas, masterización
- R. Sawyer - diseño de portada del álbum y capas
- N. Steinhardt - diseño